# Великий словник японської мови

Великий словник японської мови. 2-е видання.

Великий словник японської мови (яп. 日本国語大辞典, にほんこくごだいじてん, ніхон кокуґо дайдзітен) — найбільший у світі тлумачний словник японської мови. Виданий у видавництві Сьоґакукан завдяки співпраці японських мовознавців з спеціалістами інших наук. Основне довідкове джерело для дослідників японської мови.

## Короткі відомості
Перше видання 1972—1976 років складалося з 20 томів. Скорочене видання, що з'явилося на світ протягом 1979—1981 року, містило 10 томів. Друге видання 2000—2001 років мало 13 томів та окремий 14 том, виданий 2002 року. 2006 року з'явилася вибрана 3-томна версія словника у 30 тисяч слів.
Перше видання мало 450 тисяч статей, присвячених японській мові і діалектам, словам іншомовного походження, історичним, філософським та релігійним термінам, назвам рослин і тварин. Словник містив понад 50 тисяч власних назв. Кожна стаття мала приклади з японської класичної літератури 8 — 20 століття, середньовічних документів, буддистських словників тощо. Загальна кількість прикладів становила понад 750 тисяч. Крім цього, в кожній статті надавалася етимологія, наголос, діалектні варіанти, та історичний розвиток слова.
Друге видання було розширене до 50 тисяч статей, а кількість прикладів зросла до 1 мільйона цитат. Для кожного джерела, з якого наводився приклад, зазначався рік створення. Подавалися застарілі та омонімічні написання слів. У окремому останньому томі містився ієрогліфічний, діалектичний та цитатний індекси.
З 2006 року Сьоґаккан випустив електроний словник на базі видання 2006 року. Ця ж версія словника доступна в інтернеті з 2007 року. Місячний доступ до словника для фізичних осіб становить 1 575 єн, для юридичних — 15 750 єн.

## Видання
- 日本国語大辞典 / 日本大辞典刊行会編. — 20巻, 21冊. — 東京：　小学館, 1972 — 1976.
- 日本国語大辞典 / 日本大辞典刊行会編. — 縮刷版. — 10巻, 10冊. — 東京：　小学館, 1979 — 1981.
- 日本国語大辞典 / 日本国語大辞典第二版編集委員会・小学館国語辞典編集部編. — 第二版. — 14巻, 15冊. — 東京：　小学館, 2000 — 2002.
- 日本国語大辞典 / 小学館国語辞典編集部編集精選版. — 第二版. — 3冊. — 東京：　小学館, 2006.